# Meilenstein (Theißen)

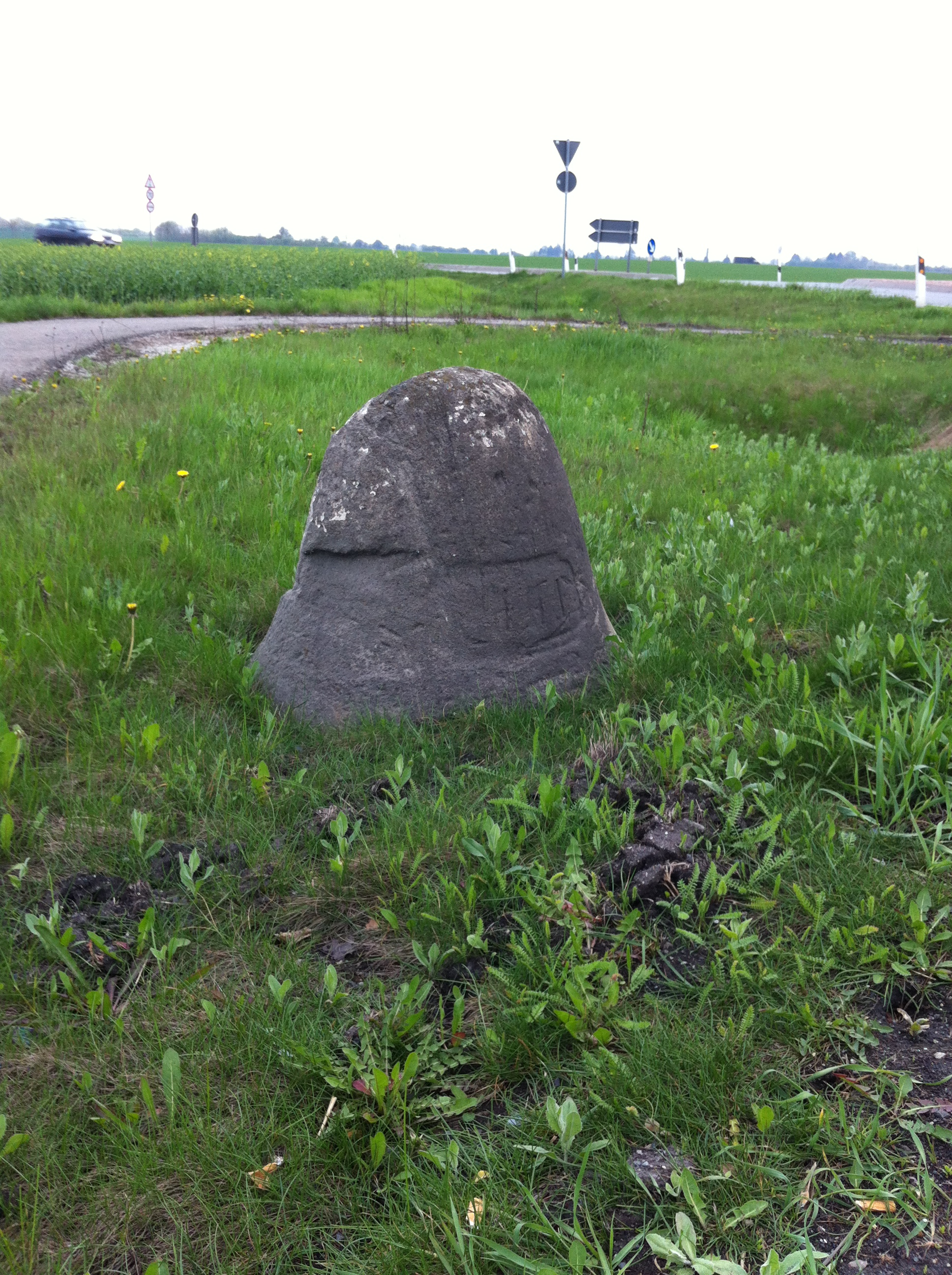
Viertelmeilenstein Theißen

Der Meilenstein von Theißen ist ein denkmalgeschützter Meilenstein auf dem Gebiet des Ortsteiles Theißen der Stadt Zeitz in Sachsen-Anhalt. Im örtlichen Denkmalverzeichnis ist der Meilenstein unter der Erfassungsnummer 094 66226 als Kleindenkmal verzeichnet.
Bei dem Meilenstein von Theißen handelt es sich um einen preußischen Viertelmeilenstein, um einen von drei erhaltenen Meilensteinen auf dem Gebiet von Theißen, aus dem frühen 19. Jahrhundert in Form einer kleinen Glocke. Er steht an der 1821 eröffneten Verbindungsstraße, der heutigen Bundesstraße 91, zwischen Halle und Merseburg, die später bis nach Zeitz erweitert wurde, und Teil der preußischen Chaussee von Berlin nach Giebelroth an der thüringischen Grenze war. 
Der Meilenstein befindet sich heute 30 Meter nördlich des südlich von Theißen gelegenen Kreisverkehres am östlichen Straßenrand. Er ist ein Zeugnis des systematischen Wege- und Distanzangabesystems der preußischen Verkehrsgeschichte und wurde 2017 unter Denkmalschutz gestellt. Der stark verwitterte Stein wurde während der Bauzeit der Umgehungsstraße von Zeitz in den Jahren 2003 und 2004 eingelagert, danach aber wieder aufgestellt.